# Cyathea acuminata
Cyathea acuminata är en ormbunkeart som beskrevs av Edwin Bingham Copeland. Cyathea acuminata ingår i släktet Cyathea och familjen Cyatheaceae. Inga underarter finns listade.